# Opération Dove
Pour les articles homonymes, voir Dove.
Opération Anvil Dragoon,
Seconde Guerre mondiale
À la fin de la Seconde Guerre mondiale, l'opération Dove (Colombe) fut un assaut aérien à l'aide de planeurs pendant le débarquement en Provence (l'opération Anvil) du 15 août 1944.
Près de La Motte, 330 planeurs déposèrent en sept vagues 2 250 soldats et des équipements cruciaux pour renforcer les parachutistes qui avaient déjà atterri près du Muy.